# Masacrul de la Ginta (1944)
Masacrul de la Ginta a fost comis în data de 24 septembrie 1944 în satul Ginta din comuna Căpâlna din Ardealul de Nord. În cursul acestuia, un număr de 41 de civili de etnie maghiară, un român care își apăra soția maghiară și doi ostași maghiari au fost uciși de armata română (chiar dacă locuitorii de etnie română au încercat să-și apere consătenii). Vârstele victimelor variază de la 2 ani (o fetiță) la 71 de ani. Au avut loc și distrugeri materiale, fiind arse biserica reformată și o bibliotecă. De asemenea au avut loc și jafuri de animale și alte bunuri. Soția și cei doi copii ai pastorului reformat Ferenc Boros, care se afla în arest, au scăpat cu viață datorită faptului că medicul român din sat i-a ținut ascunși. Acest fapt a fost relatat de Zoltán Boros, unul din cei doi copii supraviețuitori, devenit ulterior redactor la TVR.